# Gieorgijewskoje (Buriacja)
Gieorgijewskoje (ros. Георгиевское) – wieś w Rosji, w Buriacji, w rejonie chorińskim. W 2010 liczyła 579 mieszkańców.